# Irene Parlby

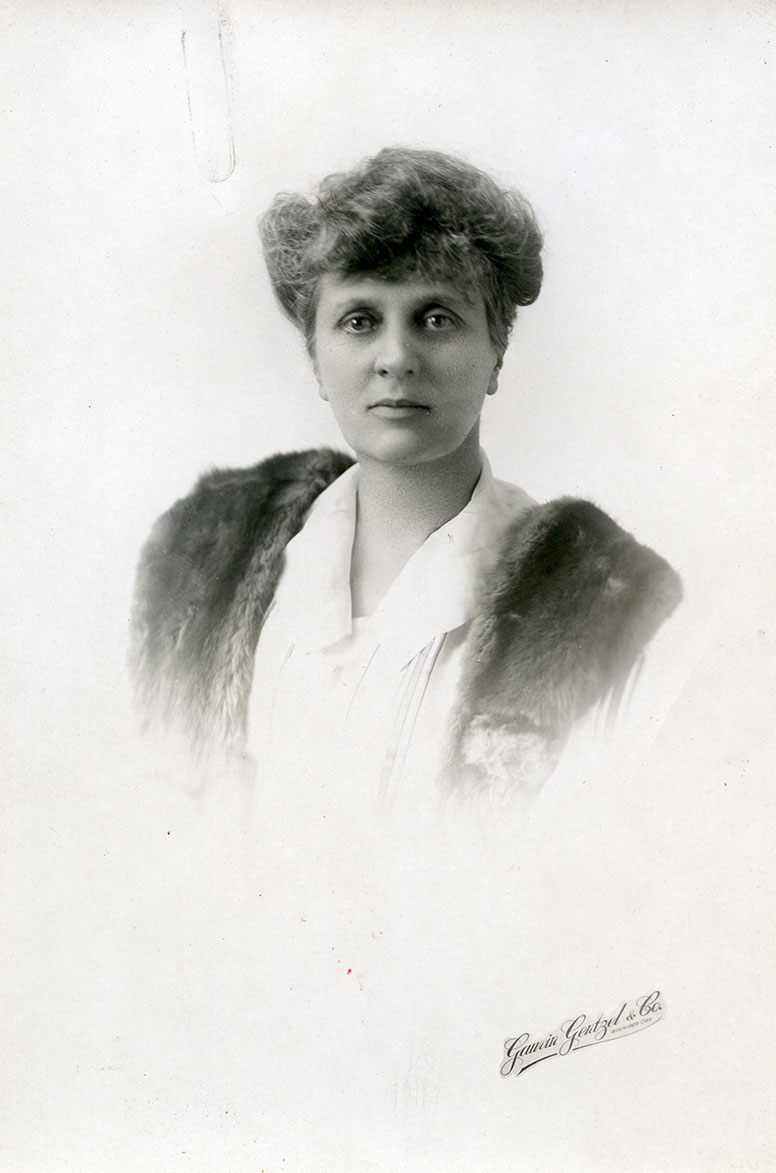
Irene Palby

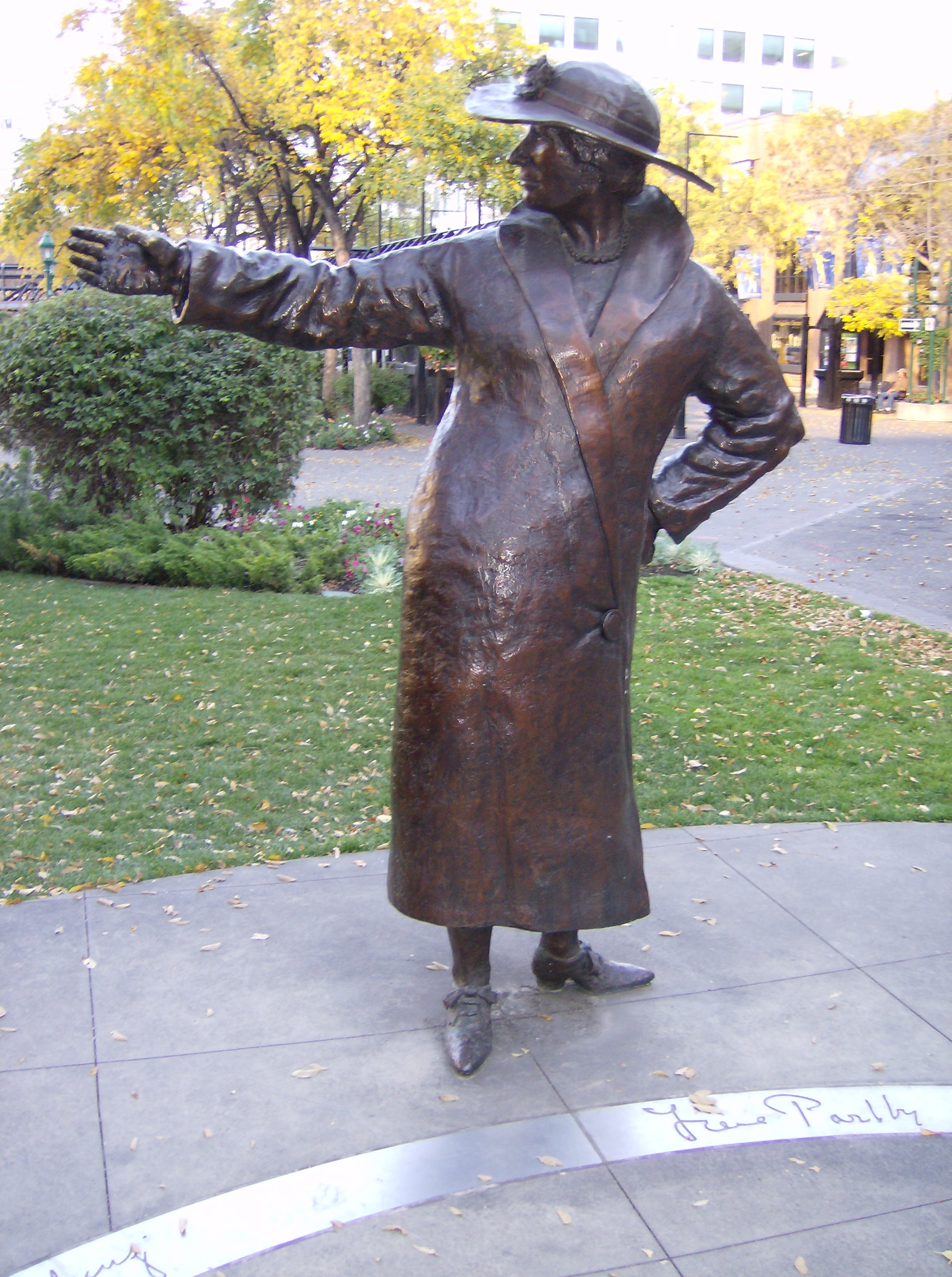
Statue von Irene Parlby als Teil eines Denkmals für die Valiant Five in Calgary

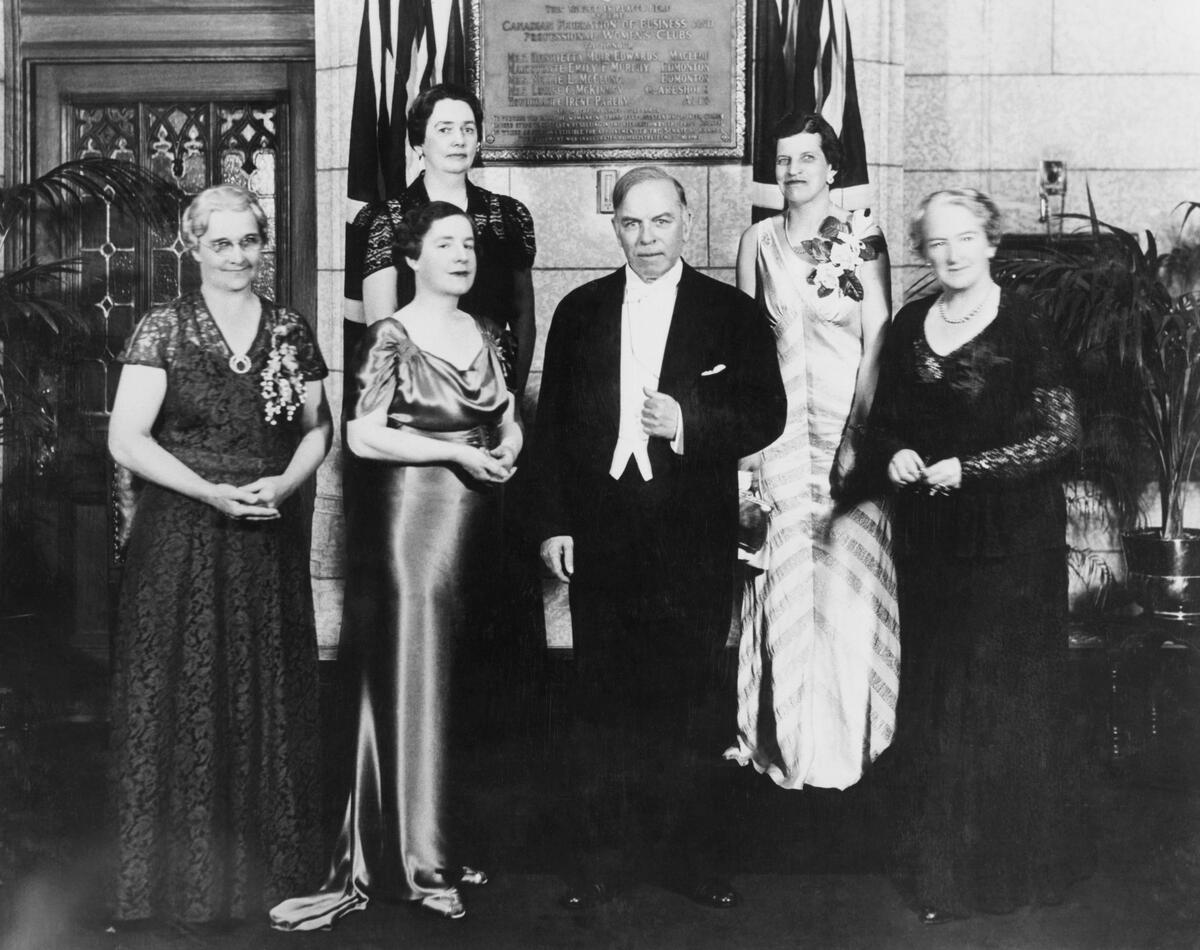
William Lyon Mackenzie King enthüllt eine Gedenktafel für die Famous Five [vorne, L-R]: Mrs. Muir Edwards, Schwiegertochter von Henrietta Muir Edwards; Mrs. J.C. Kenwood, Tochter von Judge Emily Murphy; Hon. W.L. Mackenzie King; Mrs. Nellie McClung. [Hinten, L-R]: Senators Iva Campbell Fallis, Cairine Wilson (Ottawa).

Irene Parlby, geborene Mary Irene Marryat (* 9. Januar 1868 in London; † 12. Juli 1965) war eine kanadische Führerin der Landfrauen, Frauenrechtlerin und Politikerin, sowie Mitglied der Famous Five.

## Leben
Geboren in London, kam Parlby 1896 nach Kanada. Im Jahr 1913 half Parlby bei der Gründung der örtlichen United Farmers of Alberta für Frauen, die United Farm Women’s Association (Vereinigte Gesellschaft der Bäuerinnen).
1921 wurde sie als Vertreterin des Wahlkreises Lacombe in die Legislativversammlung von Alberta gewählt; sie behielt ihren Sitz 14 Jahre lang. Nach der Ernennung zur Ministerin ohne eigenes Ressort war sie die erste weibliche Ministerin im Kabinett von Alberta.
Zusammen mit Nellie McClung, Henrietta Muir Edwards, Emily Murphy und Louise McKinney war sie eine der The Famous Five (auch Valiant Five genannt). Die fünf trieben 1927 erfolgreich eine Petition voran, den Persons Case, der den Begriff „Person“ im Constitution Act von 1867 klärte. Es wurde festgestellt, dass Frauen tatsächlich Personen im Sinne des Gesetzes seien und es ihnen damit erlaubt sei, Mitglieder des kanadischen Senats zu werden. Dieser Abschnitt hatte bis dahin dafür gesorgt, dass Frauen von politischen Ämtern ausgeschlossen worden waren.
Als lebenslange Verfechterin für die Frauen und Kinder des ländlichen Kanada war Parlby von 1916 bis 1919 Präsident der United Farm Women of Alberta. Im Namen der UFWA, setzte sie sich für die Verbesserung der öffentlichen Gesundheitsversorgung und die Schaffung kommunaler Krankenhäuser sowie mobiler medizinischer und zahnmedizinischer Kliniken ein. Im Jahre 1921 wurde Parlby in das Parlament der Provinz gewählt und wurde als zweite Frau Kanadas Kabinettsmitglied.
Sie wird mit den Worten zitiert: „… und was, wenn wir sterben? Sollen Frauen wieder dahin zurückkehren wo sie einst waren. Nein, sie sollten sich lieber dagegen wehren, und kämpfen um Anerkennung, nicht für Gleichheit.“ Hier kämpfte sie für die Anerkennung der Gleichberechtigung durch das männliche Geschlecht.
Der Senat beschloss im Oktober 2009, Parlby und die anderen Mitglieder der Famous Five zu Kanadas ersten „honorary senators“ zu ernennen.